# Pigs (Three Different Ones)
Pigs (Three Different Ones) è un brano musicale del gruppo musicale britannico Pink Floyd, terza traccia dell'album Animals del 1977.

## Storia
Il brano venne scritto e composto da Roger Waters ispirandosi, come per Dogs e Sheep, al romanzo distopico La fattoria degli animali dello scrittore George Orwell ma, mentre gli altri due riprendevano due composizioni del 1974 scartate dall'album precedente in quanto non attinenti con le sue tematiche, questo fu realizzato per l'occasione insieme all'altro brano che completò l'album, Pigs on the Wing. L'incisione del brano avvenne tra aprile e maggio 1976 negli studi Britannia Row Studios, Islington, Londra, di proprietà della band.
Anche se non distribuite ufficialmente per la vendita, furono prodotte delle copie promozionali di un 45 giri contenente una versione accorciata della canzone della durata di 4 minuti circa per il mercato brasiliano.
Nel 2018 è stata realizzata una nuova versione del brano, all'interno della nuova edizione dell'album nota come Animals 2018 Remix con l'audio in 5.1 Surround che è stata pubblicata nel 2022.

## Significato e struttura
Il brano fa parte di un concept album basato sulle condizioni sociopolitiche della Gran Bretagna della metà degli anni settanta; le singole canzoni che compongono l'album sono accomunate fra loro dal fatto di esprimere il decadimento sociale e morale della società, paragonando la condizione umana a quella degli animali similmente a quanto fatto dallo scrittore George Orwell nel suo romanzo distopico La fattoria degli animali; il brano, come altri due presenti sull'album, Dogs e Sheep, descrive una delle classi nelle quali è divisa la società come una razza di animali, in questo caso i maiali.
Le tre strofe cantate presenti nella traccia, presentano ognuna un tipo differente di maiale. Secondo alcune interpretazioni, il primo verso si riferirebbe agli uomini d'affari in generale, (alcune voci affermano che vi siano espliciti collegamenti con il primo ministro britannico James Callaghan) mentre il secondo sarebbe un riferimento indiretto a Margaret Thatcher, all'epoca leader dell'opposizione conservatrice. Non sussistono dubbi invece sulla destinataria del terzo verso di Pigs, chiaramente identificata nella moralizzatrice Mary Whitehouse, che viene nominata e descritta come un "topo di città orgoglioso della propria casa" («house proud town mouse») che "si tiene tutto dentro".
Nella parte centrale del brano, David Gilmour ricorre all'utilizzo di una talk box per modificare il suono della sua chitarra elettrica così da simulare il grugnito dei porci durante l'assolo. Questa fu la prima volta nella quale i Pink Floyd usarono una talk box per gli effetti. Poiché Waters, l'abituale bassista della band, si occupò di suonare la chitarra ritmica nel brano, Gilmour suonò anche il basso, con il plettro, nel corso di due assoli allo strumento, uno prima della prima strofa, ed il secondo prima della terza.

## Esecuzioni dal vivo

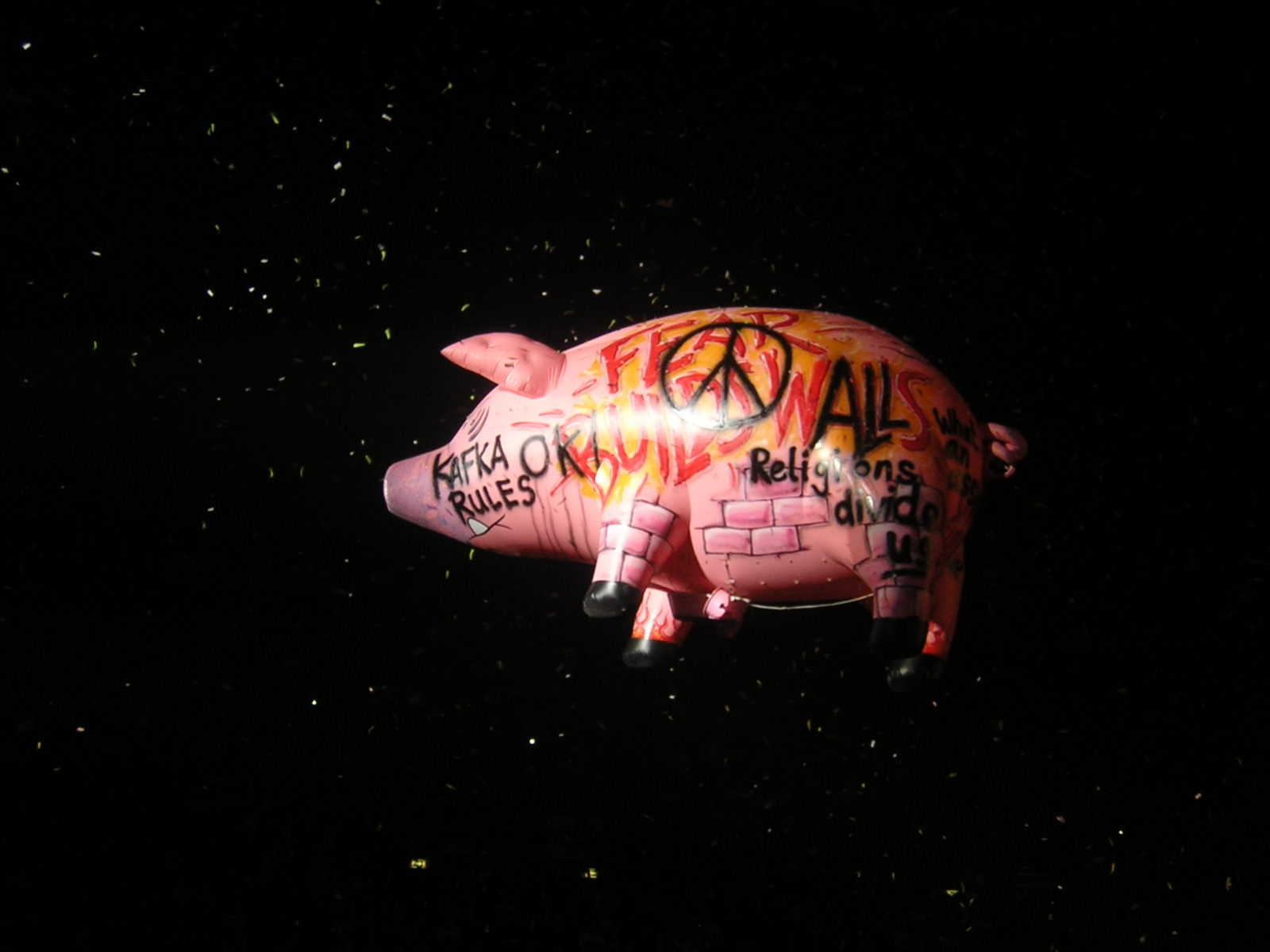
Durante l'esecuzione del brano nei concerti del tour del 1977, veniva librato nell'aria un maiale gonfiabile.

L'abituale durata della canzone quando veniva suonata dal vivo era di circa 17 minuti (con alcune versioni giunte fino a 20 minuti), quindi molto più lunga rispetto alla versione da studio contenuta nell'album (11 minuti e 28 secondi). Le versioni live rispecchiavano principalmente la versione da studio con l'eccezione di alcune notevoli differenze: un assolo di chitarra extra dopo la seconda strofa, l'assolo chitarristico con il talk-box sostituito da un Minimoog, e l'aggiunta di una coda strumentale all'organo Hammond con un crescendo finale e la ripresa dell'assolo di chitarra elettrica contornato da percussioni aggressive. Waters, che cantava sia la versione in studio che dal vivo del pezzo, inoltre spesso aggiungeva il suo caratteristico "urlo" durante le esecuzioni live del tour del 1977. Sempre nel medesimo periodo Waters iniziò ad urlare un numero diverso durante la canzone a ogni concerto. Probabilmente per identificare ogni diversa registrazione bootleg.
Durante l'esecuzione della canzone da parte della band nel concerto svoltosi a Montreal il 6 luglio 1977 verso la fine del brano, un esagitato spettatore in prima fila vicino al palco gettò una bottiglia di birra verso Waters il quale, mentre la band continuava a suonare, si avvicinò al fan e gli sputò in faccia. Da questo scaturì la riflessione di Waters sull'incomunicabilità fra artista e pubblicò, che gli avrebbe fornito l'ispirazione per il tema del successivo album, The Wall.
Nel 1987, nel corso del tour promozionale per il suo album solista Radio K.A.O.S., Waters eseguì una versione più breve di Pigs, contenente solo le prime due strofe e assoli di chitarra più corti, come parte dell'abituale medley di pezzi dei Pink Floyd.

## Formazione
- David Gilmour – chitarra solista, basso, talk box
- Nick Mason – batteria, percussioni (campanaccio)
- Roger Waters – voce solista, chitarra ritmica, effetti sonori, vocoder
- Richard Wright – organo Hammond, sintetizzatore ARP String, pianoforte, clavinet